# Gotische Unziale

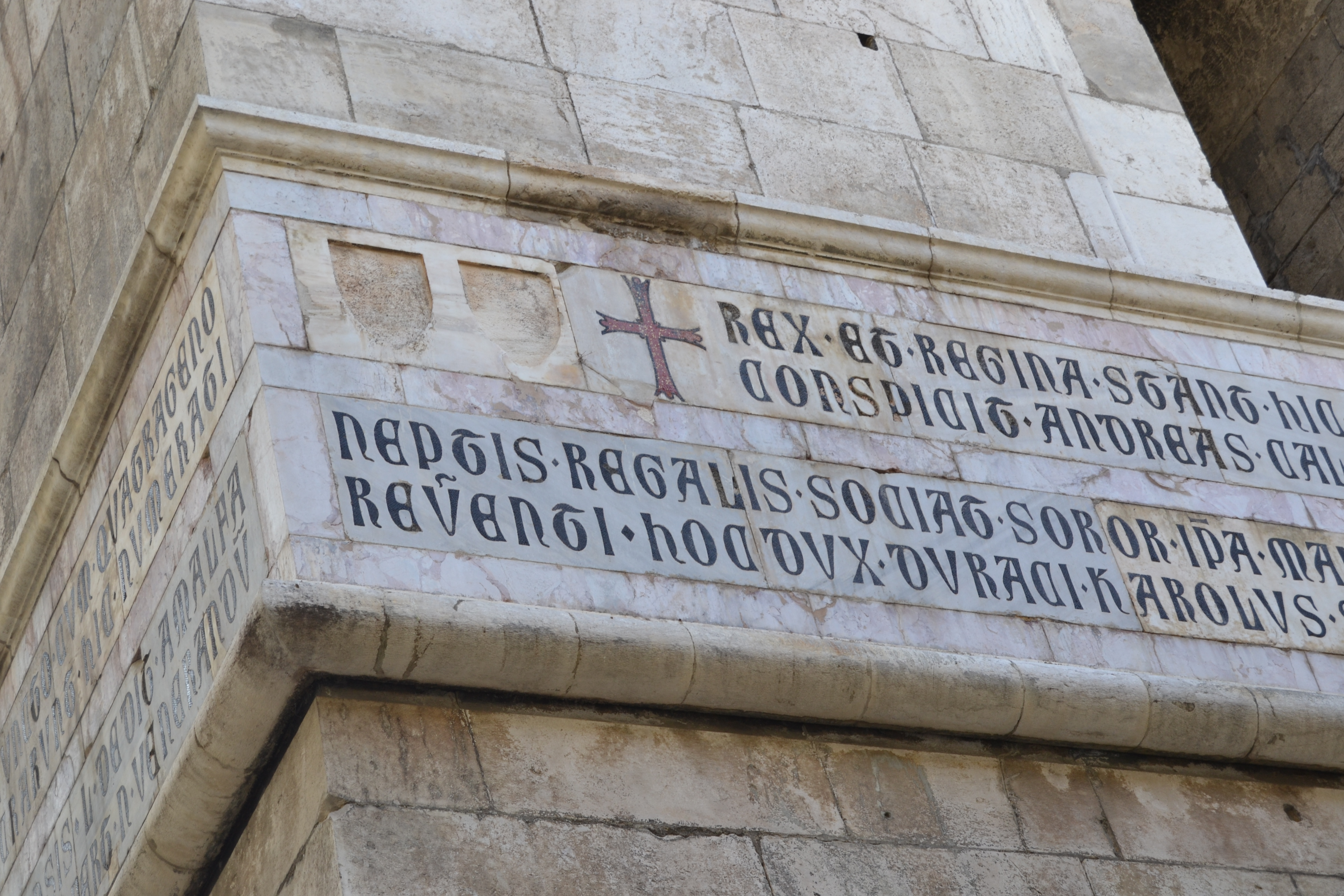
Gotische Majuskel in Neapel

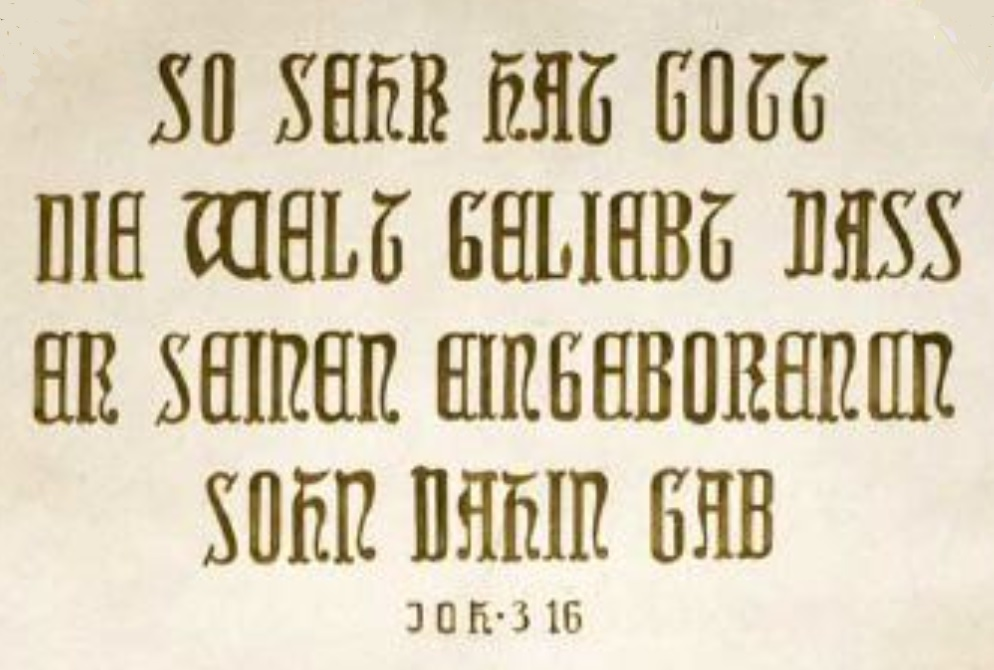
Moderne „gotische Majuskel“ an einer Kirchenwand in Romanshorn

Die gotische Majuskel ist eine Majuskelschrift der Gotik (ab 12. Jh.). Die Unzialform der gotischen Majuskel ist die gotische Unziale. Diese Schriften wurden wie folgt verwendet:
- die gotische Majuskel für Inschriften unter anderem auf Grabplatten und Epitaphen (etwa Ende 12. Jahrhundert bis 15. Jahrhundert)
- die gotische Unziale unter anderem für Lombarden (einzelne rote und blaue, teils verzierte Schmuckbuchstaben) in Bibeln, Psaltern und Stundenbüchern (etwa 1250–1500),
- in weiteren Formen bis in die Moderne.

## Gotische Majuskel

### Buchstabenformen
Bei der gotischen Majuskel handelt es sich um eine Mischung aus „kapitalen“ und „runden“ Buchstaben, mit einem zunehmenden Anteil runder (unzialer) Formen. Charakteristisch sind keilförmige Verbreiterungen an den Enden von Schäften, Balken und Bögen sowie Bogenschwellungen. Hinzu kommt die Vergrößerung der Sporen an Schaft-, Balken- und Bogenenden, die insbesondere bei E und C zu einem Abschlussstrich zusammenwachsen und damit den Buchstaben vollständig abschließen können.
Bis Ende des 14. Jahrhunderts herrschte am Epitaph die gotische Majuskel vor, von da ab die gotische Minuskel. Die gotische Majuskel wurde aber für Lombarden und sonstige Zierschriften weiterhin verwendet.
Die „ältere Form der gotischen Inschriftenmajuskel“ stellt mehr eine Majuskel-Buchschrift bzw. Unziale dar.

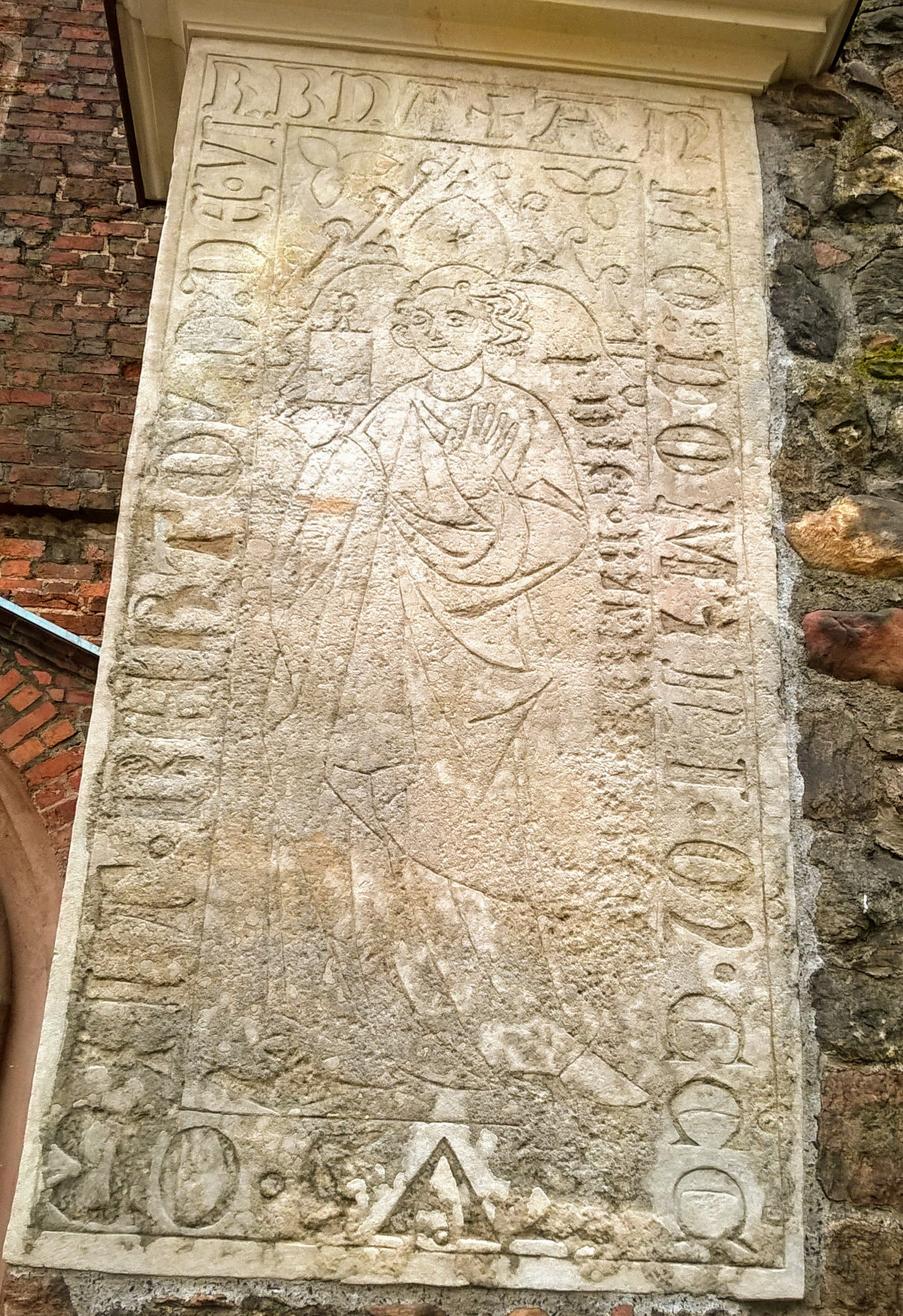
Epitaph in Polen, 1316
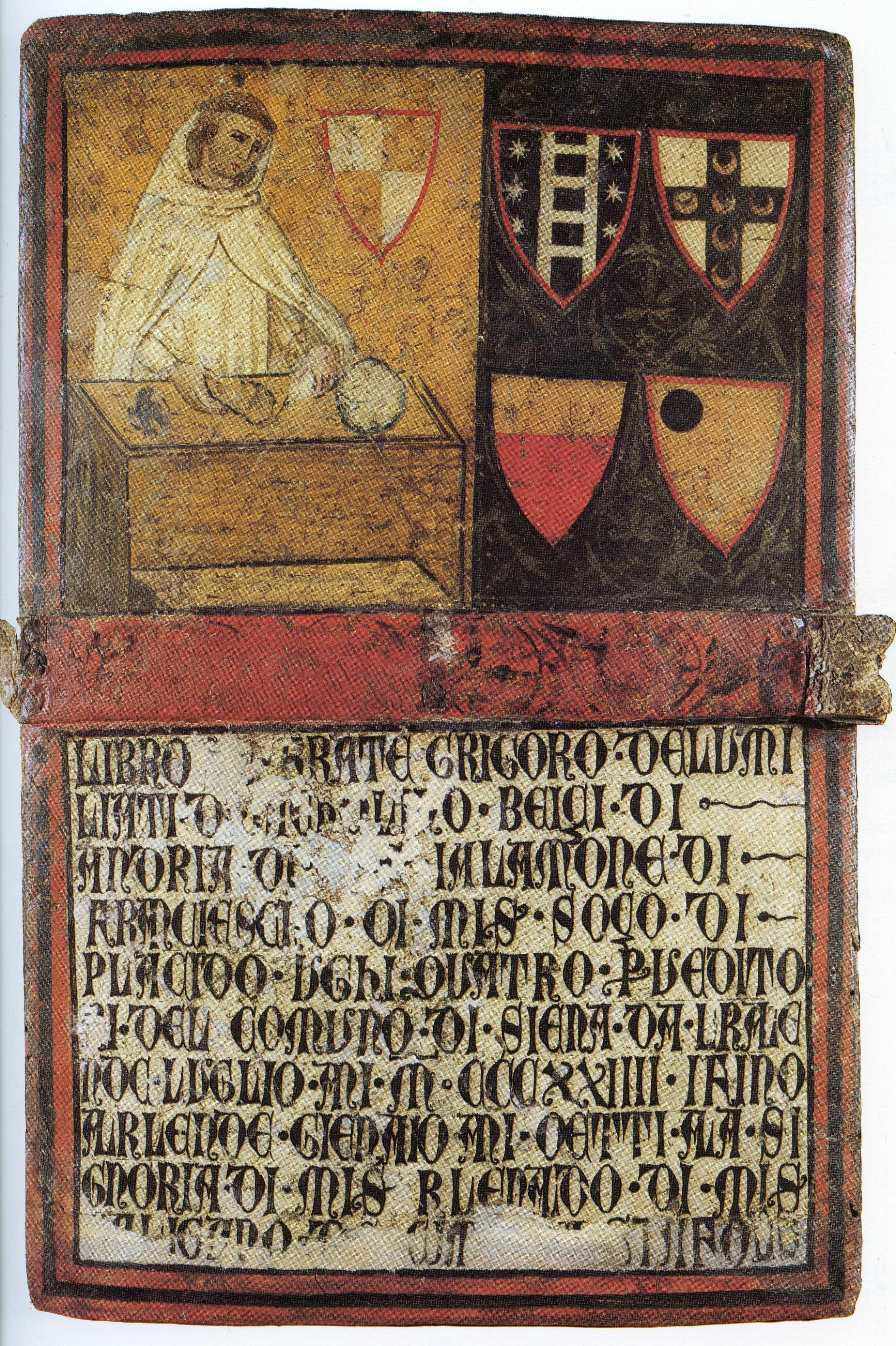
Eine Tafel der Biccherna in Siena, um 1324
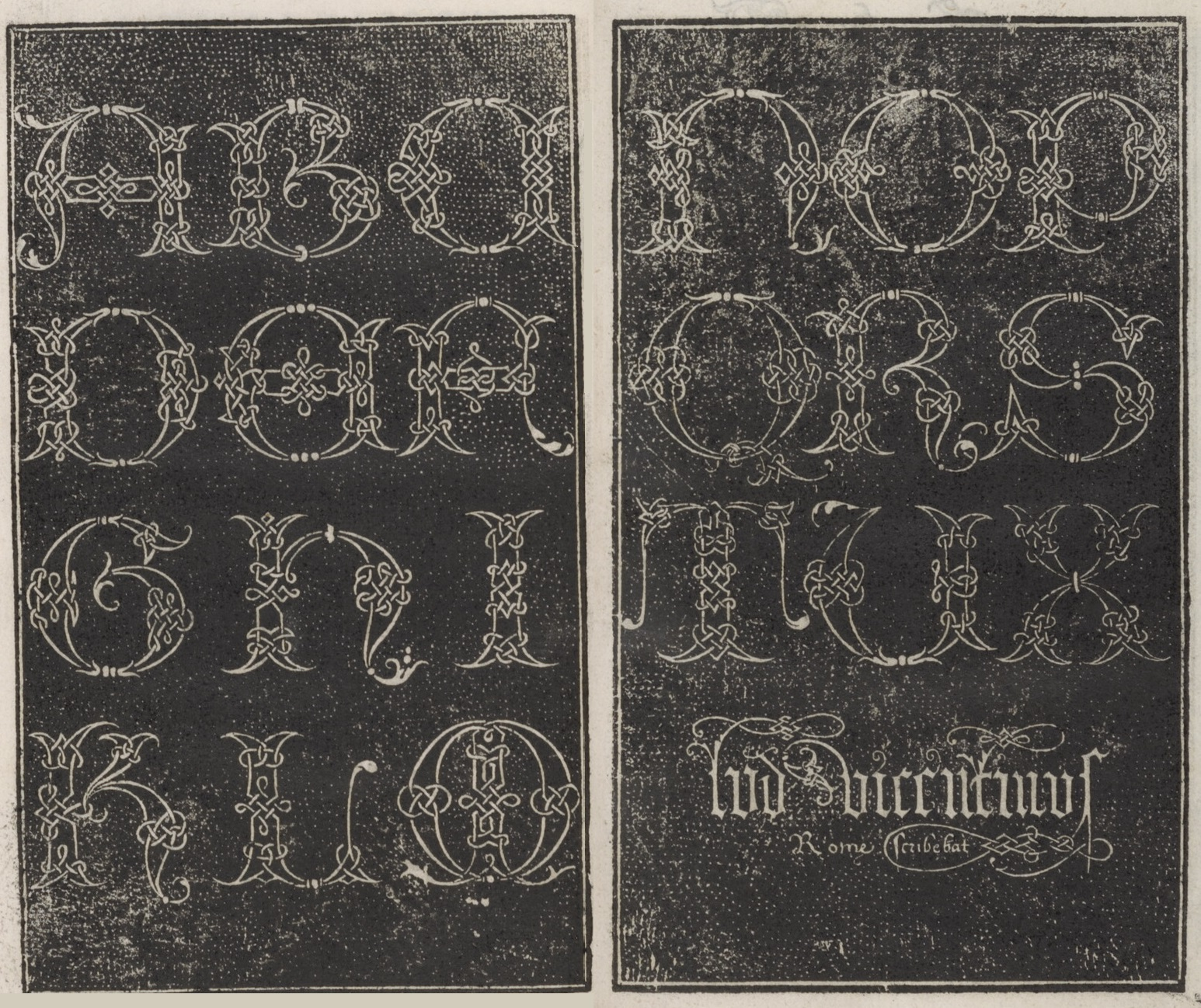
Gotische Initialen als „Flechtwerk“, Rom 1523

### Lombarden
Die gotische Unziale ist die Grundform der sogenannten Lombarden. Dies sind Schmuck- und Gliederungsbuchstaben in roter oder blauer Farbe, die vom 13. bis zum 16. Jahrhundert in den Texten der gotischen Minuskel verwendet wurden. Sie sind von den größeren und reicher geschmückten Initialen zu unterscheiden. Die „bauchigen“ Lombarden sind relativ klein und schmucklos oder, im Vergleich zu den Initialen, nur wenig verziert. Ein Beispiel für spärliche Verzierung sind kleine senkrechte Striche (z. B. bei C oder E) bzw. waagrechte Striche (z. B. bei M oder U) als Zierabschlüsse. Es kommen aber auch florale Ornamente vor (Fleuronné).

### Rezeption in der Moderne
Typografen wie William Morris (1834–1896) und Frederic Goudy (1865–1947) machten die unzialen gotischen Großbuchstaben („uncial Gothic capitals“) wieder populär. Auch bei heutigen Kalligrafen sind gotische Zierbuchstaben beliebt.

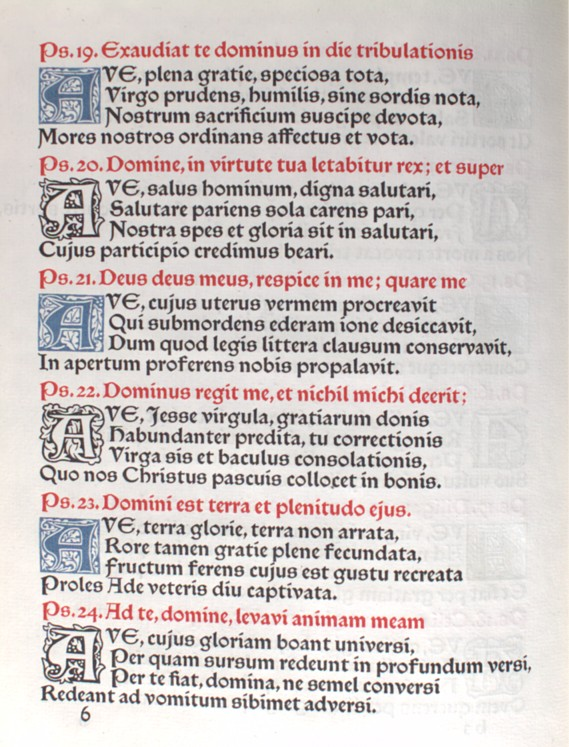
Psalmengebete aus der Kelmscott Press von William Morris: sechs verzierte gotische A-Initialen
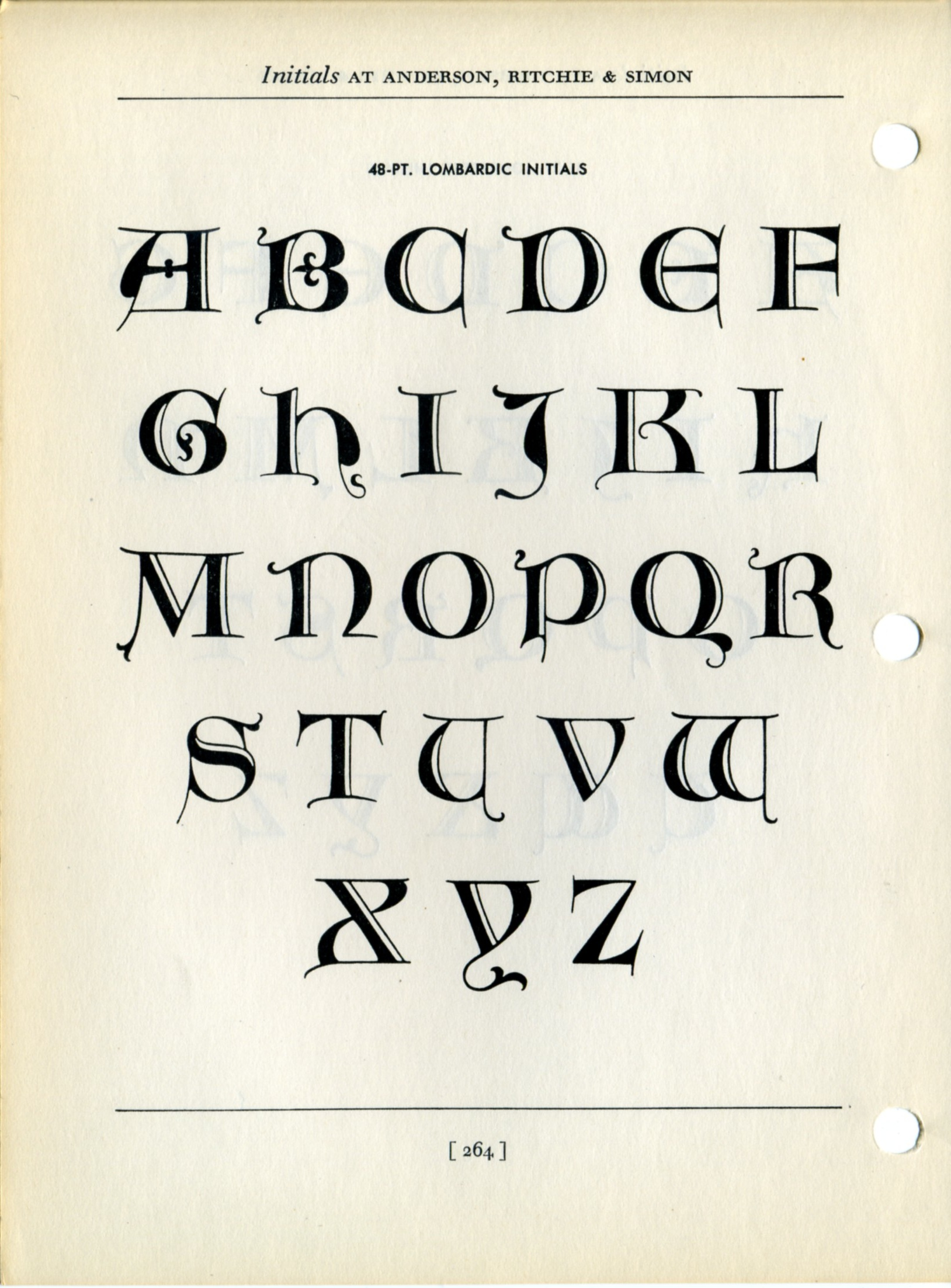
Moderne „lombardische Initialen“ von Frederic Goudy

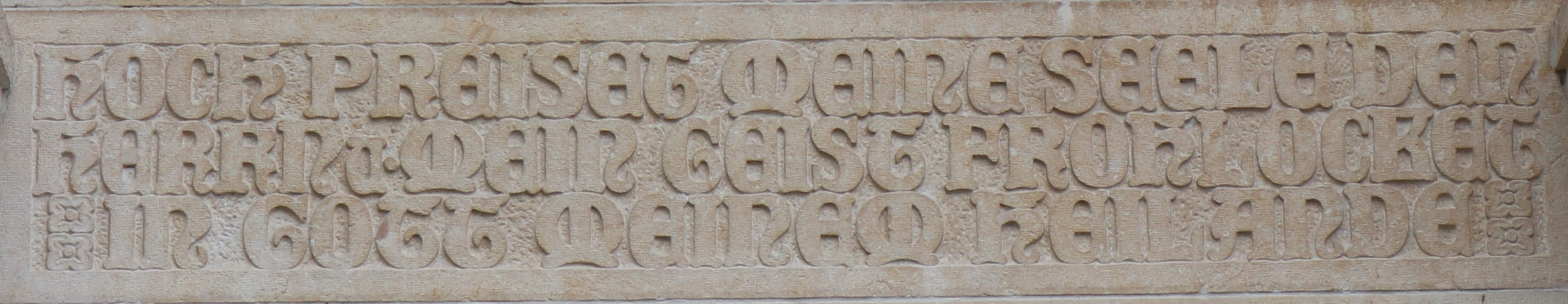
Rezeption der gotische Unziale an einem Kirchenportal in Romanshorn (1911)